# Jerry Yang (jogador de pôquer)
Jerry Yang (Laos, 1968) é um jogador de pôquer profissional campeão da Série Mundial de Pôquer em 2007. 

## Biografia
Jerry Yang é casado e pai de seis filhos. Yang é psicólogo e voluntário em ações sociais. 
Em 2007 conquistou o título de campeão da Série Mundial de Pôquer. 
Após conquistar o prêmio de mais de 8 milhões de dólares, Yang doou 10% do prêmio para três instituição de caridade para crianças, a The Make-A-Wish Foundation, a Feed the Children, e a The Ronald McDonald House. 

## Braceletes na Série Mundial de Pôquer
| Ano  | Preço de Inscrição (Buy-In) | Evento                        | Prêmio (US$)     |
| ---- | --------------------------- | ----------------------------- | ---------------- |
| 2007 | US$ 10.000,00               | No-Limit Hold'em Championship | US$ 8.250.000,00 |